# Antonio de Cardona
Antonio di Cardona e Luna, signore di Maldà (in catalano Antoni de Cardona i de Luna, in spagnolo Antonio de Cardona y de Luna; ... – dopo il 1439), è stato un nobile e politico catalano del XV secolo.

## Biografia
Nacque in Catalogna, presumibilmente verso la fine del XIV secolo, da Ugo, I conte di Cardona, e dalla di lui seconda moglie Beatrice de Luna e Xèrica dei Signori di Almonacid, di cui era ultimo di quattro figli. Nel 1409 fu in Sardegna dove partecipò alla battaglia di Sanluri.
Dopo la morte del re aragonese Martino il Vecchio, partecipò, con il fratello maggiore Giovanni Raimondo, II conte di Cardone e ammiraglio di Aragona, al Parlamento generale che si tenne a Barcellona nel settembre 1410 per esaminare la questione successoria. Già in questa assemblea parteggiò con il fratello a favore del conte Giacomo II di Urgell, uno dei pretendenti alla successione, al cui partito aderiva la loro famiglia. Mantenne tale posizione ancora nel Parlamento di Tortosa del marzo 1412, ricusando alcuni dei giudici ai quali era stato demandato di risolvere la successione nei possedimenti della Corona d'Aragona. Nel maggio successivo, si recò a Caspe, dove doveva avvenire l'elezione a sovrano del principe Ferdinando di Trastámara, ed espose davanti ai giudici lì riuniti, quale ambasciatore del Conte di Urgell, i diritti che questi avanzava alla successione. Successivamente, però, si avvicinò alla corte del nuovo sovrano.
Nel 1415, il Re Ferdinando, inviò il Cardona in Sicilia, dove il figlio Giovanni, duca di Peñafiel, ebbe assegnato l'incarico di suo delegato regio. Il 16 e il 27 luglio 1416, il Cardona fu a Catania dove assistette, alla presenza dell'Aragonese, alla lettura di due sentenze pronunciate contro Bernardo Cabrera, conte di Modica. Nell'isola fervevano spinte indipendentiste, e le città demaniali e alcuni feudatari sollecitarono il Peñafiel ad assumere personalmente la corona, e con la morte di Ferdinando, il trono fu assunto dal primogenito Alfonso V d'Aragona, che lo richiamò in Aragona, e il 1º agosto 1416, assegnò l'incarico di Viceré di Sicilia al Cardona assieme a Domingo Ram y Lanaja, vescovo di Lerida, che furono i primi a ricoprirlo. Dal 1419, Cardona fu affiancato nel suo incarico di viceré da Martino de Turribus e Ferdinando Velasquez, e mantenne la carica fino al 1421. Nello stesso periodo esercitò anche la carica di castellano del Castello Ursino di Catania.
Nel 1434 fu nominato Gran giustiziere del Regno, e fu anche uno dei quattro luogotenenti e presidenti del Regno di Sicilia, nominati dal viceré Ruggero Paruta che si doveva assentare dall'isola, carica che ricoprì nel 1439. Cardona possedette in Catalogna le signorie di Maldà, di Maldanell e di Oliana, e quella di Ayora nella Valenciana. Ignota è la data del suo decesso, avvenuto probabilmente non oltre la prima metà del Quattrocento.

### Matrimoni e discendenza
Antonio de Cardona e Luna, signore di Maldà, il 16 febbraio 1414 sposò una dama di corte, Eleonora d'Aragona Villena e Enriquez, figlia di Pietro, II marchese di Villena, e sorella di Enrico, e la cerimonia si svolse nell'ambito dei festeggiamenti per l'incoronazione della Regina Eleonora. Da detta unione nacquero i seguenti figli:
- Pietro, conte di Collesano († 1450), che sposò Elvira Centelles, figlia di Gilberto, da cui ebbe due figli;
- Beatrice, che fu moglie di Antonio de Luna Peralta, conte di Caltabellotta;
- Ugo;
- Alfonso, conte di Reggio († 1452), che sposò Caterina Peralta Ventimiglia, figlia di Giovanni, conte di Burgio, da cui ebbe un figlio, Antonio (?-1518), barone di Chiusa, che sposò Juana de Luna y Peralta.

Rimasto più tardi vedovo della Villena, si risposò con Margherita Peralta Chiaramonte, contessa di Caltabellotta, da cui ebbe un figlio, Giovanni.

## Ascendenza
|                            |                           |                             | Genitori                            |  |  | Nonni |  |  | Bisnonni                     |  |  | Trisnonni                   |  |
|                            |                           |                             |                                     |  |  |       |  |  | Raimondo Folch VI de Cardona |  |  | Raimondo Folch V de Cardona |  |
|                            |                           |                             |                                     |  |  |       |  |  | Raimondo Folch VI de Cardona |  |  | Raimondo Folch V de Cardona |  |
|                            |                           | Sibilla di Empuries         |                                     |  |  |       |  |  | Raimondo Folch VI de Cardona |  |  |                             |  |
| Hugo I de Cardona          |                           |                             |                                     |  |  |       |  |  | Raimondo Folch VI de Cardona |  |  |                             |  |
|                            |                           | Maria Álvarez de Haro       | Juan Alfonso de Haro                |  |  |       |  |  |                              |  |  |                             |  |
|                            |                           | Maria Álvarez de Haro       | Juan Alfonso de Haro                |  |  |       |  |  |                              |  |  |                             |  |
|                            |                           | Maria Álvarez de Haro       | Constanza Alfonso de Meneses        |  |  |       |  |  |                              |  |  |                             |  |
| Hugo Folch de Cardona      |                           | Maria Álvarez de Haro       |                                     |  |  |       |  |  |                              |  |  |                             |  |
|                            |                           | Guglielmo IV d'Anglesola    | Guglielmo III d'Anglesola           |  |  |       |  |  |                              |  |  |                             |  |
|                            |                           | Guglielmo IV d'Anglesola    | Guglielmo III d'Anglesola           |  |  |       |  |  |                              |  |  |                             |  |
|                            |                           | Guglielmo IV d'Anglesola    | Costanza d'Alagona                  |  |  |       |  |  |                              |  |  |                             |  |
| Beatrice di Anglesola      |                           | Guglielmo IV d'Anglesola    |                                     |  |  |       |  |  |                              |  |  |                             |  |
|                            |                           | Beatrice de Pailhars        | Arnaldo Ruggero I di Pallars Sobirà |  |  |       |  |  |                              |  |  |                             |  |
|                            |                           | Beatrice de Pailhars        | Arnaldo Ruggero I di Pallars Sobirà |  |  |       |  |  |                              |  |  |                             |  |
|                            |                           | Beatrice de Pailhars        | Làscara Lascaris di Ventimiglia     |  |  |       |  |  |                              |  |  |                             |  |
| Antonio di Cardona         |                           | Beatrice de Pailhars        |                                     |  |  |       |  |  |                              |  |  |                             |  |
|                            | Pedro II Martinez de Luna | Pedro I Martinez de Luna    |                                     |  |  |       |  |  |                              |  |  |                             |  |
|                            | Pedro II Martinez de Luna | Pedro I Martinez de Luna    |                                     |  |  |       |  |  |                              |  |  |                             |  |
|                            | Pedro II Martinez de Luna | Violante de Alagón y Aragón |                                     |  |  |       |  |  |                              |  |  |                             |  |
| Pedro III Martinez de Luna | Pedro II Martinez de Luna |                             |                                     |  |  |       |  |  |                              |  |  |                             |  |
|                            |                           | Marchesa di Saluzzo         | Filippo di Saluzzo                  |  |  |       |  |  |                              |  |  |                             |  |
|                            |                           | Marchesa di Saluzzo         | Filippo di Saluzzo                  |  |  |       |  |  |                              |  |  |                             |  |
|                            |                           | Marchesa di Saluzzo         | …                                   |  |  |       |  |  |                              |  |  |                             |  |
| Beatrice de Luna           |                           | Marchesa di Saluzzo         |                                     |  |  |       |  |  |                              |  |  |                             |  |
|                            |                           | Pietro di Xèrica            | Giacomo II d'Aragona                |  |  |       |  |  |                              |  |  |                             |  |
|                            |                           | Pietro di Xèrica            | Giacomo II d'Aragona                |  |  |       |  |  |                              |  |  |                             |  |
|                            |                           | Pietro di Xèrica            | Beatrice di Lauria                  |  |  |       |  |  |                              |  |  |                             |  |
| Elsa de Aragón             |                           | Pietro di Xèrica            |                                     |  |  |       |  |  |                              |  |  |                             |  |
|                            |                           | Bonaventura di Arborea      | Ugone II di Arborea                 |  |  |       |  |  |                              |  |  |                             |  |
|                            |                           | Bonaventura di Arborea      | Ugone II di Arborea                 |  |  |       |  |  |                              |  |  |                             |  |
|                            |                           | Bonaventura di Arborea      | Benedetta                           |  |  |       |  |  |                              |  |  |                             |  |
|                            |                           | Bonaventura di Arborea      |                                     |  |  |       |  |  |                              |  |  |                             |  |